# Irene Huss (filmer)
Irene Huss-filmerna är en samling filmer om en fiktiv svensk polis som spelas av Angela Kovács. Totalt har 12 filmer producerats mellan åren 2007 och 2011. Samtliga filmer utom tre bygger på böcker med samma titlar, skrivna av författaren Helene Tursten. De tre sista filmerna som har producerats bygger istället på böckernas rollfigurer och är således fristående historier. Filmerna utspelar sig i Göteborg med omnejd, där tittarna får följa  Irene Huss i arbetet som polis men också i hennes familj, som ofta påverkas starkt av hennes arbete.
De tolv filmerna gjordes i två omgångar: en första omgång där filmerna släpptes under åren 2007-2008 och sedan en andra omgång där filmerna släpptes under år 2011. Samtliga filmer utom den första släpptes direkt på dvd, medan den första filmen gick upp på bio innan den släpptes på dvd. Filmerna har också visats ett antal gånger på Kanal 5 i Sverige och Das Erste i Tyskland, då dessa har varit några av finansiärerna till filmerna. Johan Fälemark och Hillevi Råberg var filmproducenter i första säsongen medan Daniel Ahlqvist tillkom som tredje filmproducent i den andra säsongen.

## Filmserien medAngela Kovács

### Säsong 1 (2007-2008)
I denna säsong producerades totalt sex filmer vilka samtliga byggde på böckerna om Irene Huss. Utöver Angela Kovács i huvudroll som Irene Huss fanns flera återkommande roller gällande Huss' familj och arbetsplats: Reuben Sallmander (Irenes make Krister), Mikaela Knapp (tvillingdottern Jenny), Felicia Löwerdahl (tvillingdottern Katarina), Lars Brandeby (Irenes chef Sven), Dag Malmberg (medarbetaren Jonny), Anki Lidén (obducenten Yvonne), Emma Swenninger (medarbetaren Birgitta) och Eric Ericson (medarbetaren Fredrik). Den första filmen i serien, Tatuerad Torso, gick först upp på bio innan den släpptes på dvd. De resterande fem filmerna släpptes istället direkt på dvd vid olika utvalda tidpunkter.
Filmerna i denna säsong samproducerades mellan ARD/Degeto Film GmbH i Tyskland, Kanal 5, Film i Väst, TV2 Norge, DR, MTV3, Nordisk Film, och Nordisk Film- & TV-fond.
| Nr | Nr  | Titel                                 | Regissör         | Manus           | Premiär                                  |
| -- | --- | ------------------------------------- | ---------------- | --------------- | ---------------------------------------- |
| 01 | 101 | "Irene Huss: Tatuerad Torso"          | Martin Asphaug   | Stefan Ahnhem   | bio 15 augusti 2007, dvd 11 januari 2008 |
| 02 | 102 | "Irene Huss: Den krossade tanghästen" | Martin Asphaug   | Ulf Kvensler    | dvd 5 mars 2008                          |
| 03 | 103 | "Irene Huss: Nattrond"                | Anders Engström  | Ulrika Kolmodin | dvd 30 april 2008                        |
| 04 | 104 | "Irene Huss: Glasdjävulen"            | Alexander Moberg | Stefan Ahnhem   | dvd 11 juni 2008                         |
| 05 | 105 | "Irene Huss: Eldsdansen"              | Anders Engström  | Ulrika Kolmodin | dvd 9 juli 2008                          |
| 06 | 106 | "Irene Huss: Guldkalven"              | Alexander Moberg | Ulf Kvensler    | dvd 17 juli 2008                         |

### Säsong 2 (2011)
Efter att den första säsongen hade producerats klart och dess filmer hade släppts på dvd togs en paus på två år innan en ny säsong började produceras. Denna säsong spelades in under 2010 och filmerna släpptes sedan direkt på dvd. Samtliga huvudskådespelare utom Emma Swenninger (spelade medarbetaren Birgitta) återkom till denna säsong. Swenninger hade i denna säsong bytts ut mot karaktären Elin Nordenskjöld, spelad av Moa Gammel. Tre av filmerna i säsongen byggde på böcker skrivna av Helene Tursten, medan resterande tre filmer var fristående historier.
Även i denna säsong samproducerades filmerna mellan ARD/Degeto Film GmbH, Kanal 5, Film i Väst, TV2 Norge, DR, MTV3, Nordisk Film, och Nordisk Film- & TV-fond.
| Nr | Nr  | Titel                                  | Regissör          | Manus                             | Premiär              |
| -- | --- | -------------------------------------- | ----------------- | --------------------------------- | -------------------- |
| 01 | 201 | "Irene Huss: Den som vakar i mörkret"  | Richard Holm      | Stefan Ahnhem                     | dvd 6 juli 2011      |
| 02 | 202 | "Irene Huss: Det lömska nätet"         | Richard Holm      | Lars Bill Lundholm, Jonas Cornell | dvd 10 augusti 2011  |
| 03 | 203 | "Irene Huss: En man med litet ansikte" | Emiliano Goessens | Charlotte Lesche                  | dvd 7 september 2011 |
| 04 | 204 | "Irene Huss: Tystnadens cirkel"        | Emiliano Goessens | Stefan Ahnhem                     | dvd 5 oktober 2011   |
| 05 | 205 | "Irene Huss: I skydd av skuggorna"     | Alexander Moberg  | Lars Bill Lundholm, Jonas Cornell | dvd 9 november 2011  |
| 06 | 206 | "Irene Huss: Jagat vittne"             | Alexander Moberg  | Charlotte Lesche                  | dvd 7 december 2011  |